# Рипаморта II (Беневенто)
Рипаморта II је насеље у Италији у округу Беневенто, региону Кампанија.
Према процени из 2011. у насељу је живело 66 становника. Насеље се налази на надморској висини од 142 м.